# Avisa Relation oder Zeitung
Avisa Relation oder Zeitung fue uno de los primeros periódicos de noticias del mundo. Fue publicado en Wolfenbüttel, Alemania, en 1609. El impresor/editor fue Lucas Schulte. La primera edición dice que las noticias fueron recolectadas desde distintos países hasta el 15 de enero de ese año. Se presume que fue impreso en esa fecha o una cercana.
Algunos libros mencionan a Avisa como el primer periódico del mundo. Antes de 2005 había una disputa sobre si el Avisa o Relation aller Fürnemmen und gedenckwürdigen Historien, impreso en Estrasburgo por Johann Carolus, apareció primero. Se creía que ambos habían iniciado sus publicaciones en 1609. Nueva evidencia encontrada en 2005, sin embargo, sugiere que el Relation comenzó alrededor de 1605. La última edición de Avisa probablemente apareció el 15 de diciembre de 1632.
Hay una visión diferente, que no considera a Avisa ni Relation como periódicos en un sentido formal. Historiadores como Stanley Morison hacen una distinción entre libros de noticias (publicaciones semanales en formato de libro) y posteriores periódicos de gran tamaño.